# Al Schwimmer
Al Schwimmer (hebrejsky: אל שווימר, Al Švimer, celým jménem Adolph William Schwimmer, žil 10. června 1917 – 10. června 2011) byl izraelský průmyslník a zakladatel Israel Aerospace Industries.

## Biografie
Narodil se v New Yorku. Během izraelské války za nezávislost v roce 1948 se stal hlavním organizátorem tajného vývozu zbraní pro potřeby Izraele z USA. Společně s přítelem, podnikatelem Charlesem Wintersem se jim podařilo propašovat tři letouny B-17 z Miami, přes Portoriko a Azory do Československa. Tyto stroje pak v počáteční fázi války byly jedinými těžkými letadly izraelské armády a byly klíčové pro výsledek války, kterou Izrael vyhrál. Za své aktivity v době války za nezávislost byl roku 1950 odsouzen pro porušení amerického zákona Neutrality Act z roku 1939. Byl odsouzen ke ztrátě občanských práv, přišel rovněž o vojenské výsluhy a dostal pokutu 10 000 dolarů, zatímco Winters strávil 18 měsíců ve vězení. Teprve v roce 2000 získal od odcházejícího amerického prezidenta Billa Clintona zpětně milost. V roce 2006 mu byla udělena Izraelská cena.
Po vzniku státu Izrael Schwimmer působil jako první ředitel zbrojní firmy Israel Aerospace Industries, kterou vedl po 24 let. Patřil také k zakladatelům leteckého oddělení při vysoké škole Technion a dvakrát zastával funkci poradce premiéra Izraele pro otázky technologie a průmyslu. Zemřel ve věku 94 let v Nemocnici Tel ha-Šomer ve městě Ramat Gan.